# Min uimodståelige mand
|  | Denne artikel er oprettet af botten Steenthbot ud fra en ekstern database. Den kan derfor have sproglige fejl eller mangler. Denne skabelon kan fjernes efter kontrol af indholdet. |

Min uimodståelige mand er en dansk dokumentarfilm fra 2019 instrueret af Mette Korsgaard.

## Handling
Mette Korsgaard ser sig selv som feminist og forkæmper for ligestilling, men er frustreret over, at hendes mand Niels Krause-Kjær ikke mener, at feminismen er hans kamp. Da deres datter starter på ingeniørstudiet og bliver behandlet anderledes end sine mandlige studiekammerater, indser Niels, at køn nok alligevel betyder noget, og Mette opdager, at hun måske faktisk selv er mandschauvinist. For at forstå det hele begynder hun at studere sig selv, sin familie, film, kunst og den førende forskning på området. Foretrækker vi ubevidst mænd frem for kvinder?

## Medvirkende
- Niels Krause-Kjær
- Lotte Andersen
- Charlotte Sachs Bostrup
- Louise Mieritz
- Ditte Hansen
- Mikkel Wallentin
- Cordelia Fine
- Lea Skewes
- Hans Alf
- Trine Søndergaard
- Malene Landgreen
- Lise Malinovsky
- Anette Harboe Flensburg
- Heidi Robdrup